# Historia de la selección de rugby de Inglaterra

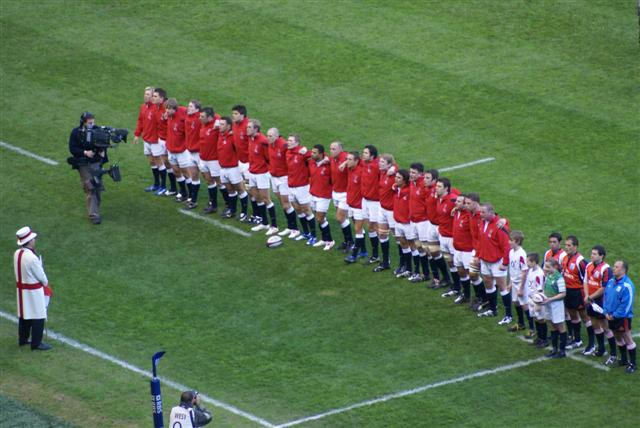
En el Torneo de las Seis Naciones 2007.

La historia de la selección de rugby de Inglaterra inicia en 1871.

## Origen
La expansión hijo del rugby en la primera mitad del siglo XIX fue impulsada por exalumnos de colegios públicos de Inglaterra, que, al terminar la escuela, llevaron consigo el juego a las universidades, a Londres, y a los condados. El primer partido internacional de Inglaterra se produjo contra Escocia el lunes 27 de marzo de 1871. Escocia ganó el partido ante más de 4.000 personas en Raeburn Place, Edimburgo. El siguiente partido internacional tuvo lugar en el Brit Oval de Londres el 5 de febrero de 1872, con una nueva derrota de Inglaterra ante Escocia. En los primeros años no había un sistema de puntos definido y no fue hasta después de 1890 cuando se introdujo un sistema de puntuación definido. Hasta 1875 los partidos internacionales de rugby se decidían por el número de goles marcados (conversiones y patadas a botepronto, en inglés, drop goal), pero, a partir de 1876, el número de ensayos anotados se podía utilizar para decidir un partido si los equipos estaban empatados a goles.

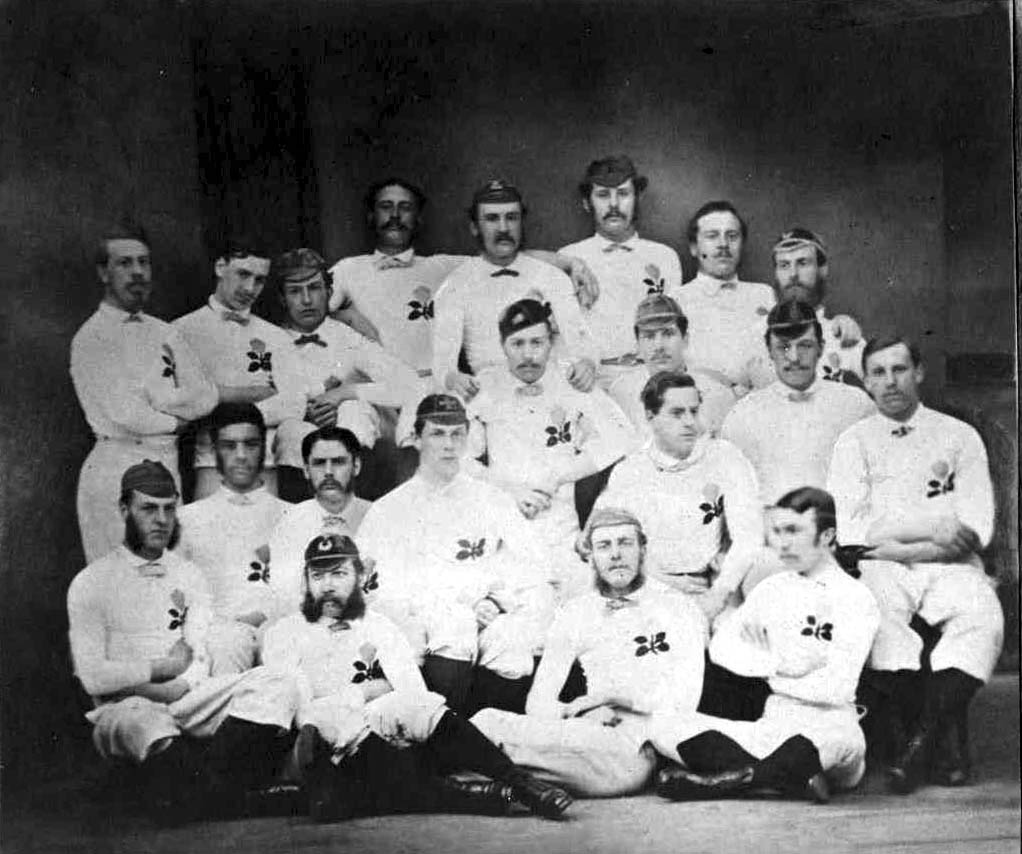
Inglaterra posando antes de jugar su primer partido internacional frente a Escocia, 1871.

En 1875, Inglaterra jugó su primer partido contra Irlanda en el Brit Oval, ganando por un gol, un drop y un ensayo a cero. El encuentro supuso el test disputado contra los irlandeses. En 1880, Inglaterra derrotó a Escocia para convertirse en el primer ganador de la Copa Calcuta. Su primer partido contra Gales se produjo el 19 de febrero de 1881 en el Campo de Richardson en Blackheath. Inglaterra registró su mayor victoria hasta esa fecha, derrotando a los galeses por trece ensayos, siete transformaciones y un drop a cero a cero. El siguiente partido entre ambas selecciones se produjo al año siguiente en St Helens, Swansea, con victoria inglesa por seis ensayos y dos conversiones. Dos años más tarde, se disputó la primera edición del Torneo de las Cuatro Naciones (por entonces no participaban ni Francia ni Italia) en donde Inglaterra se proclamó como el ganador inaugural del mismo. En 1889, Inglaterra jugó su primer partido contra una selección no perteneciente al Reino Unido, en donde derrotaron a los New Zealand Natives por un gol y cuatro ensayos a cero en el Rectory Field de Blackheath. En 1890 compartió el triunfo con Escocia en el Cuatro Naciones empatados ambos a cuatro puntos.

## Siglo XX
Inglaterra jugó por primera vez contra Nueva Zelanda (los All Blacks) en 1905. Los All Blacks anotaron cinco ensayos que, por entonces, valían tres puntos y dejaron el marcador en 15-0. Al año siguiente se enfrentaron por primera vez a Francia, y más tarde, ese mismo año, por primera vez ante Sudáfrica (conocida como los Springboks). James Peters tuvo que ser retirado de la selección inglesa después de que los sudafricanos se opusiesen a jugar contra un jugador negro. El partido acabó empate a 3. Inglaterra jugó por primera vez frente a Francia en su terreno (Colombes) en 1907, y frente a Australia (conocida como los Wallabies) en 1909 con derrota 3-9.

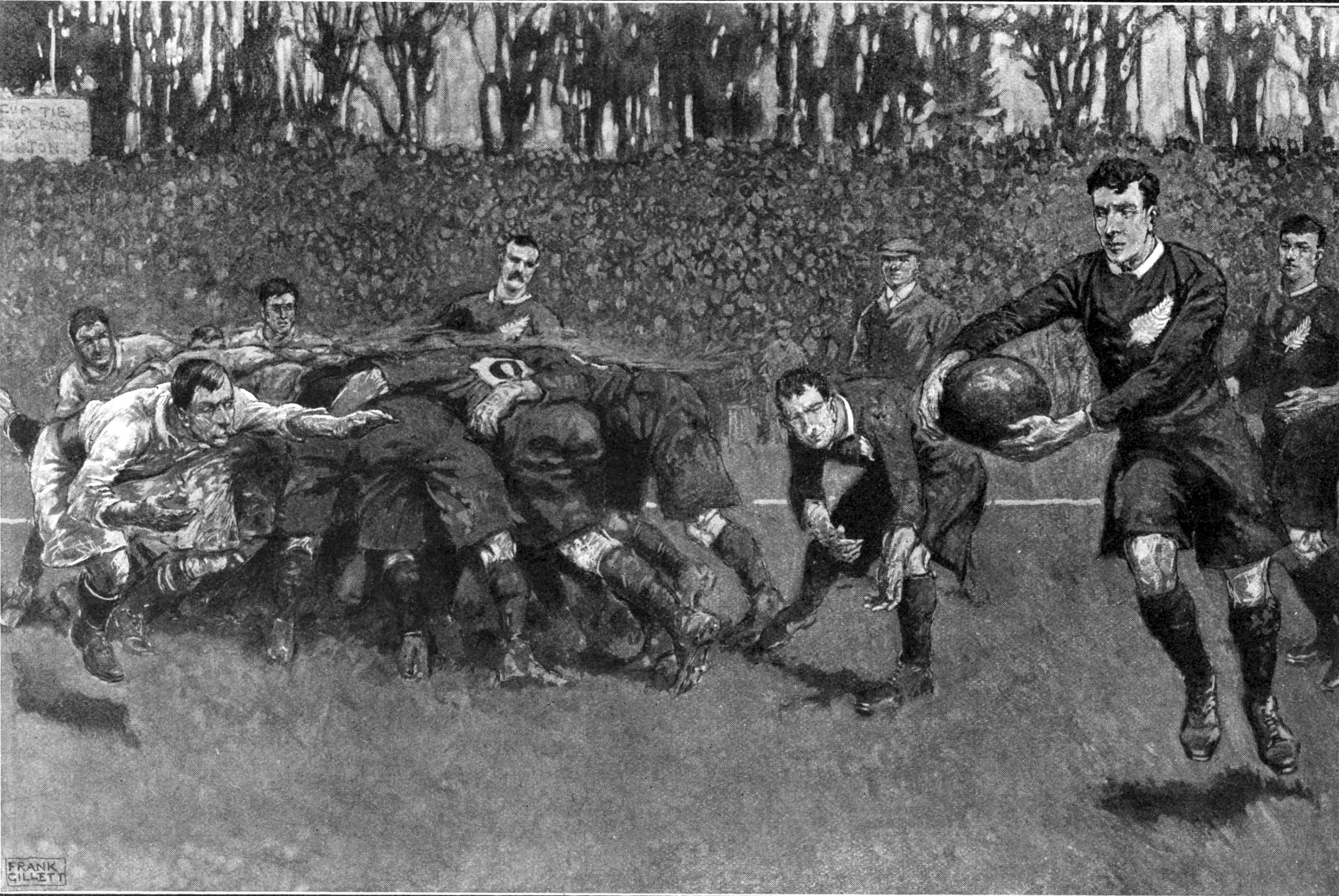
Inglaterra frente a los All Blacks originales, año 1905 Resultado 15-0 a favor de Nueva Zelanda

El año 1909 vio la apertura de Twickenham como nueva sede de la RFU, inaugurando una época dorada para el Rugby Unión inglés. Inglaterra, en su estreno en Twickenham consiguió la victoria sobre Gales, lo que le llevó a alzarse con el Cinco Naciones, título que no conseguía desde 1890. Aunque Inglaterra no consiguió retener el título en 1911, sí lo hizo en 1912, compartiendo la victoria con Irlanda. En 1913 y 1914, se alzó con el Grand Slam, así como en 1921 tras la Primera Guerra Mundial. Inglaterra, posteriormente también ganó el Grand Slam en 1924 y así como en 1925, a pesar de haber comenzado el año con una derrota ante los All Blacks frente a los 60000 aficionados que abarrotaban el estadio de Twickenham.
Después de ganar otro Grand Slam en 1928, Inglaterra jugó contra los Springboks ante 70.000 espectadores en Twickenham en 1931. Tras la expulsión de Francia en 1930 debido a su supuesto profesionalismo, el Cinco Naciones pasó a ser de nuevo el Home Nations o Cuatro Naciones e Inglaterra se alzó con los títulos de 1934 y 1937 consiguiendo en ambos la Triple Corona. En 1935 consiguió la primera victoria de su historia frente a los All Blacks.
El Torneo de las Cinco Naciones se reanuda en 1947 tras la Segunda Guerra Mundial con la readmisión de Francia. Ese año Inglaterra compartió el trofeo con Gales. La primera mitad de la década de 1950 no fue muy exitosa para Inglaterra en el Cinco Naciones ganando un solo partido en las ediciones de 1950 y 1951.

### Segunda mitad
En 1953 volvió a ganar el Cinco Naciones, y continuó con un Grand Slam en 1957, y otro título en 1958. Inglaterra rompió la racha de Francia de cuatro campeonatos al ganar el Torneo de 1963. Tras dicha victoria, Inglaterra jugó tres test match en el Hemisferio Sur perdiendo los tres: 21-11 y 9-6 contra los All Blacks, y 18-9 contra Australia. La selección no consiguió ganar ningún partido en 1966 logrando un empate contra Irlanda. Durante la década de los 60 no volvió a ganar ningún Cinco Naciones.
Don White fue elegido como el primer seleccionador en la historia de Inglaterra el 20 de diciembre de 1969. Según el exjugador de Northampton Bob Taylor, "Don fue elegido porque era el entrenador con más visión de futuro en Inglaterra". Su primer partido en el cargo se saldó con victoria 11-8 sobre Sudáfrica en Twickenham en 1969. De los once partidos que Inglaterra jugó con White a su cargo, consiguió tres victorias, un empate y siete derrotas. Tuvo que dimitir como seleccionador en 1971.
Inglaterra cosechó buenos resultados contra equipos del Hemisferio Sur durante la década de 1970, con victorias sobre Sudáfrica en 1972, Nueva Zelanda en 1973 y Australia en 1976. En 1972, el Cinco Naciones Campeonato no se completó debido a los disturbios en Irlanda del Norte (conocido en inglés como The Troubles) dado que Escocia y Gales se negaron a jugar sus partidos en Irlanda. Inglaterra jugó en Dublín en 1973 y llevándose una gran ovación del público que se prolongó más de cinco minutos. Después de perder 18-9 en Lansdowne Road, el capitán inglés, John Pullin pronunció la famosa frase, "Podríamos haberlo hecho mejor pero al menos nos presentamos""
Inglaterra empezó la década siguiente alzándose en 1980 con el Grand Slam del Cinco Naciones, el primero desde hacía 23 años. Sin embargo, en 1983, Inglaterra fue incapaz de ganar un solo partido y recibió la cuchara de madera. En 1987, se disputó la primera Copa Mundial de Rugby con sede en Nueva Zelanda y Australia. Inglaterra quedó encuadrada en el grupo A junto a Australia, Japón y Estados Unidos. Comenzó perdiendo su primer partido 19-6 ante Australia pero las victorias frente a Japón y Estados Unidos permitieron la clasificación a cuartos de final. En cuartos, el rival fue la Selección de Gales. El partido acabó con victoria galesa 16 a 3 e Inglaterra eliminada.
En 1989, Inglaterra ganó dos test match contra Rumanía y Fiyi, seguido de victorias en sus tres primeros partidos del Cinco Naciones de 1990. Perdieron el último de sus enfrentamientos ante Escocia en su último partido propiciando el tercer y último Grand Slam escocés. Inglaterra se recuperó al año siguiente al ganar su primer Grand Slam desde 1980. Inglaterra fue sede de la Copa Mundial de 1991 y quedó encuadrada en el Grupo A, junto con los All Blacks, Italia y Estados Unidos. A pesar de perder el primer encuentro ante Nueva Zelanda, se clasificó para los cuartos de final en donde consigue derrotar a Francia 19-10 y a Escocia en semifinales 9-6 para hacerse un sitio en la final en donde esperaba Australia. Sin embargo, Inglaterra no pudo ser profeta en su tierra y cayó derrotada por 12-6.
Al año siguiente, Inglaterra completó otro Grand Slam y no perdió ningún partido en todo 1992, incluyendo una victoria sobre los Springboks. En el período previo a la Copa Mundial de 1995, Inglaterra completó otro Grand Slam - el tercero en cinco años. En la Copa del Mundo, Inglaterra derrotó a Argentina, Italia y Samoa, rivales del Grupo B y luego venció a Australia 25-22 en los cuartos de final. Sin embargo, en semifinales no fue rival para los All Blacks, especialmente para Jonah Lomu que anotó un total de cuatro ensayos dejando el resultado en 45-29. Por último, no pudo derrotar a Francia en el partido por el tercer y cuarto puesto.

## Profesionalismo
En 1997, Clive Woodward se convirtió en entrenador de Inglaterra. Ese año, Inglaterra empató con Nueva Zelanda en Twickenham después de haber caído derrotada con estrépito en Mánchester la semana anterior. En 1998, Inglaterra se marchó de gira por el Hemisferio Sur jugando contra Australia, Nueva Zelanda y Sudáfrica. Muchos de los jugadores de la selección inglesa calificaron la gira como "Viaje al infierno", donde, entre otras cosas, sufrió la peor derrota de su historia frente a Australia por un impresionante 76-0. En 1999, durante el transcurso de la última jornada del Cinco Naciones, el galés Scott Gibbs consiguió zafarse de hasta seis defensores ingleses anotando un ensayo en el último minuto que daría la victoria del partido a Galés y, a la postre, el último título de Escocia en el Cinco Naciones.

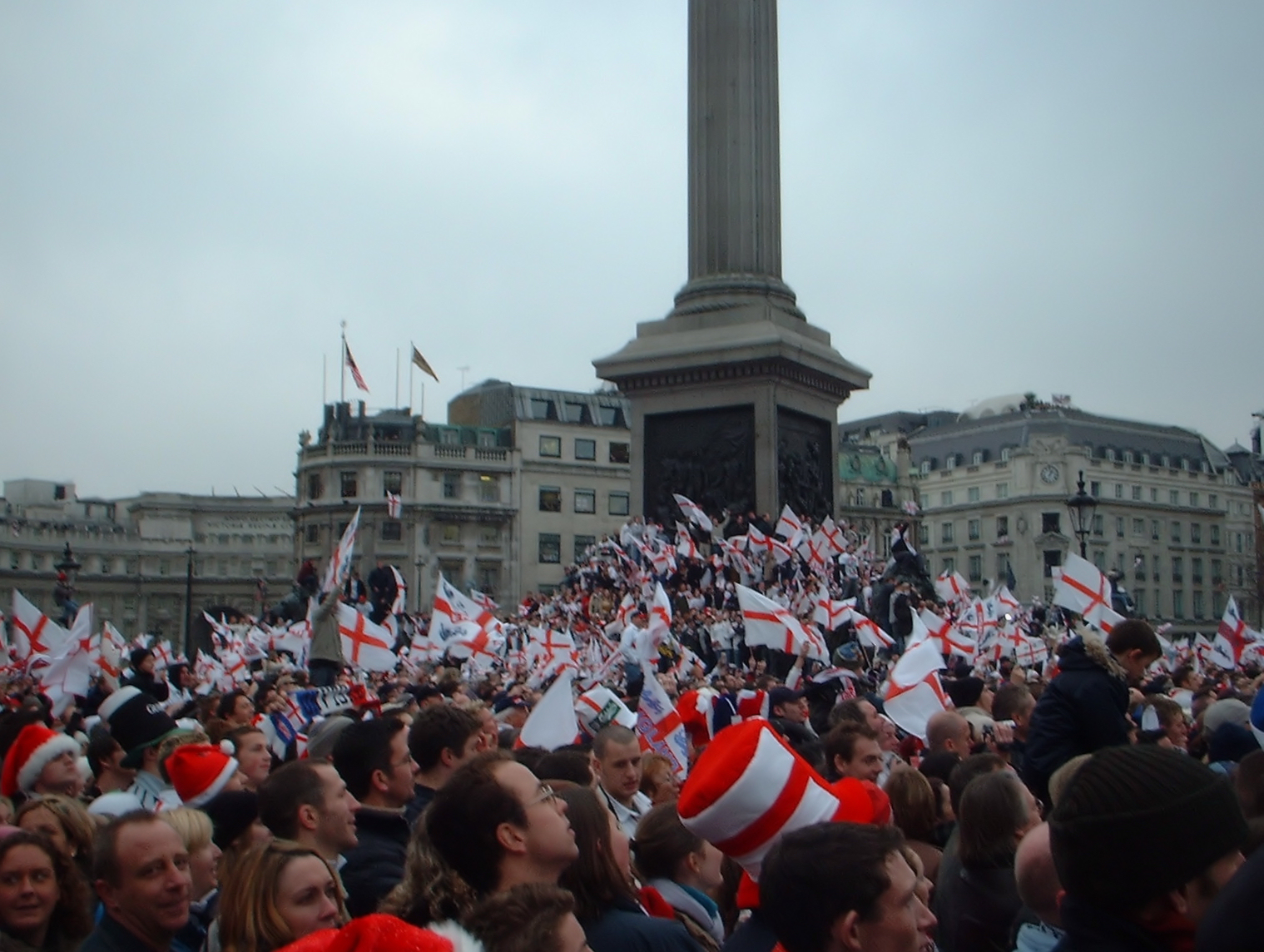
Celebraciones en Trafalgar Square tras la victoria en el Mundial de Rugby de 2003.

Inglaterra comenzó la década ganando el título del Seis Naciones. En 2001, Irlanda derrotó a Inglaterra 20-14 en la última jornada (partido aplazado) en Lansdowne Road evitando así un nuevo Grand Slam inglés. Aunque el Seis Naciones de 2002 cayó en manos de Francia, Inglaterra tuvo el consuelo de poder ganar la Triple Corona. Ese mismo año, Inglaterra venció a Argentina en Buenos Aires, y posteriormente a los All Blacks, Australia y Sudáfrica en Twickenham. En 2003, Inglaterra ganó su primer Grand Slam por primera vez desde 1995, seguido de victorias ante Australia y los All Blacks en el mes de junio.
Para la Copa Mundial de 2003, Inglaterra llegaba como uno de los favoritos para ganar el torneo. La selección consiguió llegar a la final el 22 de noviembre de 2003 contra Australia y se convirtieron en campeones del mundo después de un drop espectacular de Jonny Wilkinson en el último minuto del tiempo extra que dejaba el resultado final en 20-17. El 8 de diciembre, el equipo inglés fue aclamado por más de 750000 seguidores en su desfile victorioso a través de las calles de Londres antes de reunirse con la reina Isabel II en Buckingham Palace.

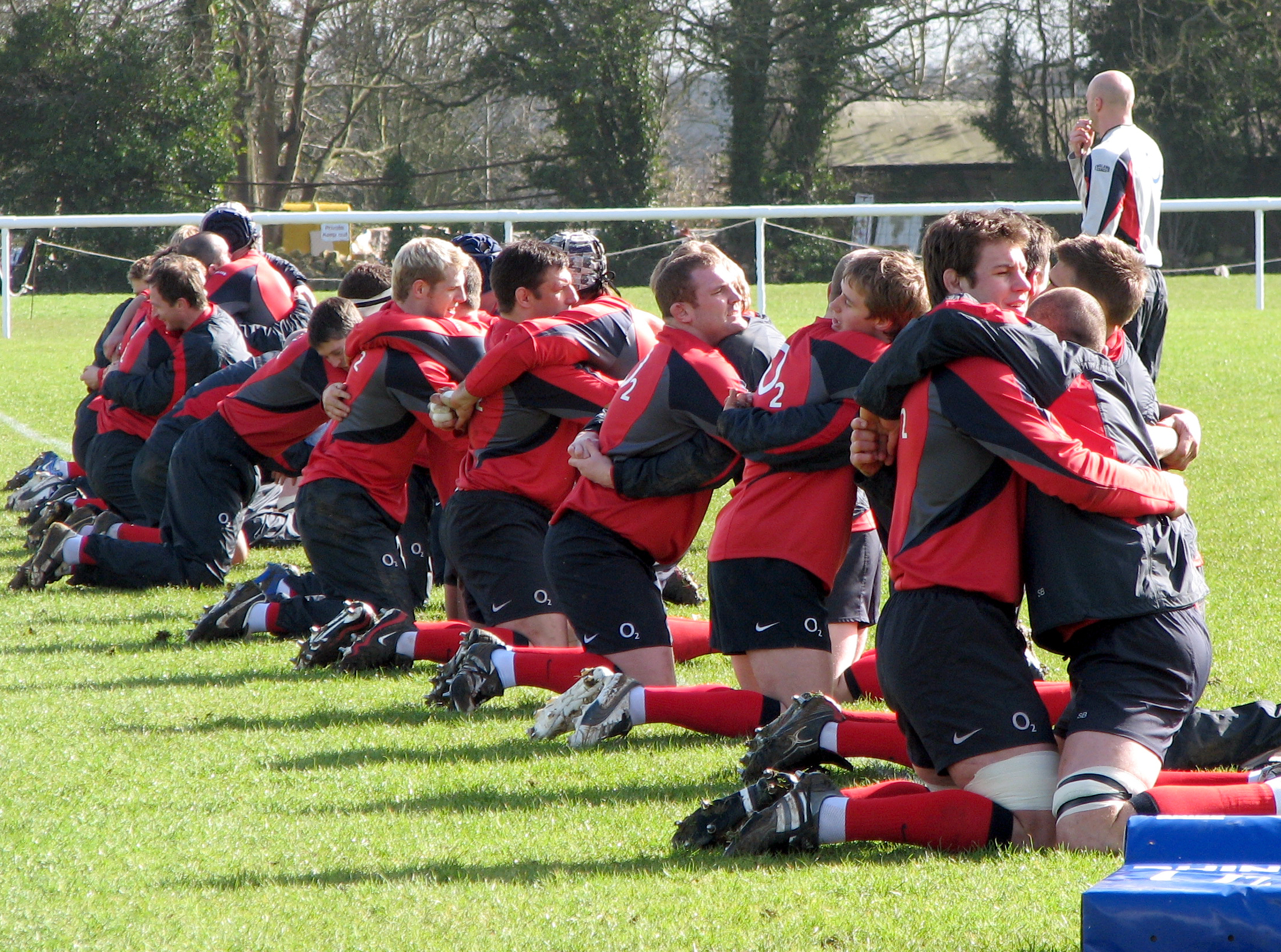
Los miembros de la Selección inglesa entrenando en la Universidad de Bath durante el transcurso de la Copa del Mundo de 2007.

En el Seis Naciones de 2004, Inglaterra perdió dos partidos ante Francia e Irlanda y terminó el torneo en tercer lugar. Sir Clive Woodward renunció el 2 de septiembre y Andy Robinson fue nombrado nuevo seleccionador de Inglaterra. 2005 no resultó ser el mejor año de Inglaterra. Robinson, en su primer Seis Naciones, terminó en cuarto lugar con sólo dos victorias y, aunque posteriormente derrotó a Australia 26-16, el año se completó con una derrota 23-19 frente a los All Blacks.
Después de su derrota ante Sudáfrica en los test match de finales de 2006, Inglaterra había encadenado ocho derrotas en sus últimos nueve tests, la peor racha de su historia. El seleccionador Andy Robinson renunció tras la racha de resultados negativos y Brian Ashton fue nombrado seleccionador en diciembre de 2006. Inglaterra comenzó el Seis Naciones de 2007 con una victoria frente a Escocia alzándose con la Copa Calcuta. Ese año será recordado además por el histórico resultado en Croke Park en donde Inglaterra encajó la peor derrota de su historia frente a Irlanda, 43-13.
En la Copa Mundial de rugby de 2007, Inglaterra quedó encuadrada en el Grupo A junto a Samoa, Tonga, Sudáfrica y los Estados Unidos. Se clasificó para los cuartos de final, después de perder vergonzosamente frente a Sudáfrica 36-0, en el que derrotó a Australia 12-10. Posteriormente, venció a Francia en semifinales 14 a 9 clasificándose para la final por tercera vez en su historia. Sudáfrica, que esperaba en la final tras ganar a Argentina, derrotó a los ingleses 15-6. En 2009, Martin Johnson asumió el cargo de seleccionador en el que continúa actualmente.

## Años 2010
En la Copa Mundial de Rugby de 2011, Inglaterra quedó encuadrada en el grupo B, junto con Escocia, Argentina, Georgia y Rumanía. Venció todos los partidos y se clasificó para cuartos donde se enfrentó a Francia, perdiendo por 12-19 y quedando fuera de las semifinales por segunda vez en la historia, después de la copa del mundo de 1987. En 2015, se celebró en Inglaterra la Copa Mundial, donde sufre un histórico batacazo al ser el primer anfitrión que cae en primera fase en una copa del mundo.